# Проспект Санкибай батыра (Актобе)
Проспе́кт Санкиба́й баты́ра (каз. Сәңкібай батыр даңғылы) — один из центральных проспектов Актобе, расположенный в районе Астана в западной части города.

## Название
23 октября 1997 года решением двадцатой сессии Маслихата города Актобе проспект Абулхаир-хана (не путать с совр. проспектом Абилкайыр-хана) был переименован в проспект Санкибай батыра. Проспект назван в честь батыра Санкибая (1687—1804), который был современником Абулхаир-хана.

## Расположение, характеристика
Географические координаты:
- Начало проспекта — 50°18′27″ с. ш. 57°07′49″ в. д.HGЯO
- Конец проспекта — 50°16′02″ с. ш. 57°11′04″ в. д.HGЯO

Проспект начинается с пересечения с ул. Пожарского и заканчивается в районе кольцевой развязки, где пересекается с ул. Бокенбай-батыра. Общая длина проспекта составляет около 6 км, на всём протяжении имеется асфальтовое покрытие. Ширина дорожного полотна достигает 20 м в самой широкой части в районе пересечения с пр. А. Молдагуловой.
Проспект Санкибай батыра пересекает следующие улицы города: ул. Хмельницкого, ул. Вавилова, ул. Пацаева, ул. Макаренко, пр. Едиге-батыра, ул. Сатпаева, пр. Молдагуловой, ул. Кошкарбаева, ул. 101 стрелковой бригады, ул. Марата Оспанова, ул. Газизы Жубановой и ул. Актана Керейулы. В самом начале, до пересечения пр. Едиге-батыра, является «сдвоенным» — около 1,5 км параллельно расположенной улицы считаются частью проспекта Санкибай батыра.
В 2020 году была проведена капитальная реконструкция проспекта. На проспекте установлено освещение, велосипедные дорожки и дренажные системы.

## Памятники
Памятник-бюст Санкибай батыра установлен в 2014 году на пересечении проспектов Санкибай батыра и А. Молдагуловой. Высота гранитного памятника составляет 5,25 м. Автор —скульптор Женис Жубанкосов. Стоимость памятника — 8 миллионов тенге.